# 短柄紫柄蕨
短柄紫柄蕨（学名：Pseudophegopteris brevipes），为金星蕨科紫柄蕨属下的一个植物种。